# Gadom
Gadom (niem. Wildenhagen) – wieś w Polsce położona w województwie zachodniopomorskim, w powiecie kamieńskim, w gminie Golczewo.
W latach 1975–1998 miejscowość administracyjnie należała do województwa szczecińskiego.
W miejscowości znajduje się odnowiony, wybudowany w XVIII wieku pałac. W 1909 został rozbudowany. Do pałacu przylega 6-hektarowy park z zabytkowym drzewostanem, alejami: kasztanową i grabową, z trzema stawami i wyspą.

## Historia
We wczesnym okresie, wieś należała do kapituły katedralnej w Kamieniu, a później stała się własnością książąt pomorskich. 3 marca 1322 roku Warcisław IV, Otton I i Barnim III, książęta pomorscy, przekazali dobra gadomskie biskupowi kamieńskiemu Konradowi IV jako rekompensatę za pałac Ramlewo pod Kołobrzegiem. W 1429 roku część tego majątku została nadana rodzinie von Rhein jako lenno. W latach 1860–1880 dobra gadomskie były w rękach pomorskiej rodziny von Osten-Sacken. Następnie, od 1880 roku, część wsi stała się własnością rodziny Birnbaum.
W miejscowości był przystanek kolejowy Gadom.